# Pro-Peking-Lager (Hongkong)
Als Pro-Peking-Lager, pro-chinesisches Lager oder pekingtreues Lager (chinesisch 建制派, englisch pro-establishment camp – „Lager der Etablierten, regierungsnahes Lager, das Regierungslager“ oder 親中派, englisch pro-China camp, Pro-Beijing camp – „chinanahes Lager, pekingnahes Lager“) werden alle politischen Kräfte in der Sonderverwaltungszone Hongkong bezeichnet, die allgemein die Politik der Regierung der Volksrepublik China in Peking unterstützen. Von der pekingtreuen Presse wird es auch als „Patriotische Front“ bezeichnet und vom entgegengesetzten Pro-Demokratie-Lager werden die Unterstützer als „Loyalisten“ bezeichnet.
Das Pro-Peking-Lager entwickelte sich aus den Unterstützern des kommunistischen Chinas in Hongkong, die einfach nur als „Linke“ bezeichnet wurden und der Politik der Volksrepublik China, zum Beispiel in Bezug auf den Anspruch Chinas auf Hongkong, folgten. Die Aktivitäten der Vorläufer des heutigen Pro-Peking-Lagers begannen 1967 mit linken Aufständen gegenüber der britischen Kolonialherrschaft. Die Unterstützer der Volksrepublik China standen dabei auch immer den Unterstützern der Kuomintang gegenüber. Nachdem die chinesisch-britische gemeinsame Erklärung zu Hongkong 1984 unterzeichnet wurde, in der die Souveränität Chinas über Hongkong ab 1997 geklärt wurde, organisierten sich die Linken zusammen mit den konservativen Wirtschaftseliten, um den Einfluss des Pro-Demokratie-Lagers zu begrenzen und das vom Vereinigten Königreich abgetretene Hongkong im Sinne der Regierung der Volksrepublik China zu gestalten.
Nach der Übergabe Hongkongs an China und die Etablierung der Sonderverwaltungszone entwickelte sich das Pro-Peking-Lager zum Unterstützer der de facto von der Regierung der Volksrepublik China eingesetzten Regierung Hongkongs und übernahm die Kontrolle über den Legislative Council of Hong Kong, dessen Vorsitzender bisher durchgängig dem Pro-Peking-Lager angehörte. Dies wurde unter anderem durch die Einführung der functional constituencies (deutsch funktionale Wahlkreise) erleichtert, da in diesen die Abgeordneten des Legislative Council indirekt gewählt werden. Aktuell hat das Pro-Peking-Lager mit 42 von 70 Sitzen im Legislative Council eine deutliche Mehrheit gegenüber dem Pro-Demokratie-Lager, den Lokalisten und den Unabhängigen. Darüber hinaus sind auch 298 der 431 Sitze in den District Councils in der Hand des Pro-Peking-Lagers und die aktuelle Chief Executive von Hong Kong, Carrie Lam, gehört diesem faktisch an.
Das Pro-Peking-Lager vereint allgemein die konservativen Werte in politischen, sozialen und wirtschaftlichen Fragen mit Elementen des chinesischen Nationalismus beziehungsweise "Patriotismus".